# 미행자 (1970년 영화)
"미행자"는 1970년에 개봉한 대한민국의 영화이다.

## 캐스팅
- 김진규
- 남정임
- 오지명